# NanosizeMir
NanosizeMir（ナノサイズミール）は、2007年に結成された日本の同人音楽ユニット。なお、メンバーの個人活動についても商業作品に限り記述する。

## 概要
メンバーは、ボーカル担当の水谷瑠奈、楽曲制作及び演奏担当の塚越雄一朗の2名。特定の音楽プロダクション等には所属しておらず、主にインディーズあるいは同人音楽として活動している。
オーソドクスなポップ・ミュージック的手法をベースとしつつ、民族音楽やプログレッシブ・ロック等の要素も有する。
同メンバーの別名ユニットとしてピコミールがあり、こちらはシンセサイザーを多用したテクノポップを基調としている。

## メンバー
- 水谷瑠奈（みずたに るな）
  - 主にボーカル、コーラスを担当。
  - 1987年1月22日生まれ[1][2]。千葉県出身[2]。
  - 別名義として「Luna」があり[3]、成人向け作品などで使用される。
- 塚越雄一朗（つかごし ゆういちろう）
  - 主に作曲、編曲、作詞、キーボード、ギター等を担当。
  - 1981年10月25日生まれ[2]。長野県出身[2]。
  - 別名義として「碓氷悠一朗」(うすい ゆういちろう) があり[4]、成人向け作品などで使用される。

## 商業作品

### NanosizeMir
- Key『Rewrite』
  - 「闇の彼方へ」 - ゲーム版・アニメ版エンディングテーマ
  - 「ささやかなはじまり」 - ファンディスク『Rewrite Harvest Festa!』エンディングテーマ
  - 「ささやかなはじまり TV animation ver.」アニメ版エンディングテーマ

### 水谷瑠奈の個人活動
- Key『Rewrite』
  - 「Philosophyz」 - ゲーム版オープニングテーマ
  - 「Philosophyz TV animation ver.」アニメ版オープニングテーマ

作詞：都乃河勇人 / 作曲：折戸伸治 / 編曲：MintJam
  - 「Instincts」 - アニメ版エンディングテーマ

作詞：魁 / 作曲：どんまる / 編曲：塚越雄一朗（NanosizeMir）
- アリスソフト『アリスボーカルコレクション2』 
  - 「Over the meaning」作詞：ふみゃ / 編曲：Shade / ギター：大和
- ビジュアルアーツ『竹下智博ベストワークス WorldHitchhiker!2』
  - 「新世界のα」作詞：新島夕 / 作曲・編曲：竹下智博
- Key Sounds Label『I've × Key Collaboration Album』
  - 「IMMORAL」作詞：KOTOKO / 作曲：中沢伴行 / 編曲：溝口ゆうま
  - 「I pray to stop my cry」作詞：KOTOKO / 作曲：高瀬一矢 / 編曲：Freezer
  - 「Rolling Star☆彡」歌唱：北沢綾香・水谷瑠奈・鈴湯 / 作詞：KOTOKO / 作曲：井内舞子 / 編曲：Shouya Namai
- Key『Summer Pockets』
  - 「羽のゆりかご」 - ゲーム挿入歌

作詞：新島夕 / 作曲：折戸伸治 / 編曲：塚越雄一朗（NanosizeMir）
  - ゲーム『Summer Pockets』『Summer Pockets REFLECTION BLUE』恵の声（出演）[5]

### 塚越雄一朗の個人活動
「碓氷悠一朗」名義での活動を含む。
- ゲーム『みんなの冒険大陸カナン』
  - 「ひかりをあつめて - テーマソング Vol.1（編曲）

歌唱：日笠陽子 / 作詞・作曲：WhiteFlame / コーラス：愛原圭織・真野綾・星名優子・水谷瑠奈
  - 「emission - テーマソング Vol.2（編曲）

歌唱：日笠陽子 / 作詞・作曲：WhiteFlame
- ドラマCD『Re:バカは世界を救えるか?』（ティー ワイ エンタテインメント）
  - 「愛の唄 - テーマソング（編曲）

歌唱：トゥライ / 作詞・作曲：WhiteFlame
- ゲーム『むすめーかー』（Digital Cute）- 大部分のBGMを担当。
  - ゲーム『それゆけ! ぶるにゃんマン』シリーズ（Digital Cute）
    - 『それゆけ! ぶるにゃんマンHARDCORE!!!』
      - 「空とぶSuperCats」-オープニングテーマ（作詞・作曲・編曲）/ 歌唱：Luna
      - 挿入歌含む楽曲すべてを担当。

    - 『それゆけ! ぶるにゃんマン えくすたしー!!!』
      - 「みえないつばさ」 -オープニングテーマ（作詞・作曲・編曲）/ 歌唱：Luna
      - 挿入歌含むBGMすべてを担当。
- ゲーム『オトメスイッチ』（Digital Cute）
  - 「オトメスイッチ」 - オープニングテーマ（作詞・作曲・編曲）/ 歌唱：Luna
  - 挿入歌含むBGMすべてを担当。
- ゲーム『星織ユメミライ』（tone work's）
  - 「想いの欠片」- オープニングテーマ（作曲・編曲）/ 歌唱：Luna
  - 「大切な人へ」- オープニングテーマ（作曲・編曲）/ 歌唱：Luna
- 北沢綾香ファールトアルバム『nature couleur』
  - 「明日への黙示録」（作詞・作曲・編曲）/ 歌唱：北沢綾香
- ゲーム『ちんくる★ツインクル フェスティバル!』（Digital Cute）
  - 「神様のいうとおり」- オープニングテーマ（作詞・作曲・編曲）/ 歌唱：Luna
  - BGMすべてを担当。
- Key『Rewrite』
  - 「Instincts」- 『Rewrite』アニメ版エンディングテーマ（編曲）

歌唱：水谷瑠奈（NanosizeMir） / 作詞：魁 / 作曲：どんまる
  - 『Rewrite Harvest Festa!』- 1曲を担当。
- Key『Harmonia』
  - 「届けたいメロディ」- オープニングテーマ（編曲）

歌唱：北沢綾香 / 作詞：魁 / 作曲：折戸伸治
- ゲーム『タンテイセブン』（Digital Cute）」
  - 「タンテイセブン」- オープニングテーマ（作詞・作曲・編曲）/ 歌唱：Luna
  - BGMすべてを担当。
- ゲーム『キュートリゾート』（Digital Cute）」
  - 「キュートリゾート」- オープニングテーマ（作詞・作曲・編曲）/ 歌唱：Luna
  - 一部のBGMを担当。
- Key『Summer Pockets』
  - 「羽のゆりかご」-『Summer Pockets』ゲーム挿入歌（編曲）

歌唱：水谷瑠奈（NanosizeMir） / 作詞：新島夕 / 作曲：折戸伸治
  - 「アスタロア」-『Summer Pockets REFLECTION BLUE』テーマソング（編曲）

歌唱：鈴木このみ / 作詞：魁 / 作曲：折戸伸治
- ゲーム『月の彼方で逢いましょう』（tone work's）」
  - 「でんじゃらすきゅーとはっかーレインちゃん」- 佐倉雨音イメージソング（作曲・編曲）/ 歌唱：Luna / 作詞：白矢たつき
  - 『After Rain』/ゲーム「月の彼方で逢いましょう（tone work's）」佐倉雨音ルート曲（作曲・編曲）/ 歌唱：Luna / 作詞：白矢たつき
- ゲーム『じんるいのみなさまへ』（日本一ソフトウェア）」
  - 「PRECIOUS DAYS」- テーマソング（作曲・編曲）/ 歌唱：ななひら / 作詞：らいね
- ゲーム『銀色、遥か』（tone work's）- 一部のBGMを担当。
- ゲーム『俺達の世界わ終っている。』（レッド・エンタテインメント）- 一部のBGMを担当。
- ゲーム『こちら、母なる星より』（日本一ソフトウェア）」
  - 「Cheerful Days」- テーマソング（作曲・編曲）/ 歌唱：ななひら / 作詞：らいね
- ゲーム『太鼓の達人 ドンダフルフェスティバル』（バンダイナムコアミューズメント）」
  - 「リトルホワイトウィッチ」- 2022年10月13日追加楽曲（作曲・編曲）/ 歌唱：愛原圭織 / 作詞：祇羽
- ゲーム『太鼓の達人 ドンダフルフェスティバル』（バンダイナムコアミューズメント）」
  - 「ミンナノカキゴオリ」- 2023年8月3日追加楽曲（編曲）/ 作曲・歌唱：ボンジュール鈴木 / 作詞：祇羽
- ゲーム『Little Goody Two Shoes』（ AstralShift & Square Enix）」
  - EDテーマ「Das Ende（歌唱：Yumemi Caelestis）」及び複数のBGMを担当。